# Unione Sportiva Palmese 1981-1982
Questa voce raccoglie le informazioni riguardanti l'Unione Sportiva Palmese nelle competizioni ufficiali della stagione 1981-1982.

## Rosa
| N. |                   | Ruolo | Calciatore         |
| -- | ----------------- | ----- | ------------------ |
| -  | Italia (bandiera) | D     | Giuseppe Alfieri   |
| -  | Italia (bandiera) | D     | Renato Aversano    |
| -  | Italia (bandiera) |       | Bellino            |
| -  | Italia (bandiera) |       | Buglione           |
| -  | Italia (bandiera) | D     | Rocco Capasso      |
| -  | Italia (bandiera) | A     | Andrea Castaldo    |
| -  | Italia (bandiera) | C     | Vincenzo Ciccone   |
| -  | Italia (bandiera) | D     | Franco Della Corte |
| -  | Italia (bandiera) | D     | Domenico Di Corato |
| -  | Italia (bandiera) | C     | Salvatore Esposito |
| -  | Italia (bandiera) | A     | Biagio Ferrara     |
| -  | Italia (bandiera) | D     | Aldo Galasso       |

| N. |                   | Ruolo | Calciatore           |
| -- | ----------------- | ----- | -------------------- |
| -  | Italia (bandiera) | P     | Luigi Gravina        |
| -  | Italia (bandiera) | D     | Luciano Mallima      |
| -  | Italia (bandiera) | C     | Antonio Moccia       |
| -  | Italia (bandiera) | D     | Antonio Molisso      |
| -  | Italia (bandiera) | C     | Vincenzo Pepe        |
| -  | Italia (bandiera) | C     | Maurizio Pierelli    |
| -  | Italia (bandiera) | A     | Marcello Pitino      |
| -  | Italia (bandiera) | C     | Vincenzo Sicuranza   |
| -  | Italia (bandiera) | P     | Domenico Torre       |
| -  | Italia (bandiera) | A     | Ferdinando Traettino |
| -  | Italia (bandiera) | A     | Giuseppe Zarbano     |